# Юнссон, Исак
Исак Юнссон (швед. Isac Johnsson; род. 22 апреля 2006) — шведский футболист, полузащитник «Мьельбю».

## Клубная карьера
Является воспитанником «Мьельбю». В январе 2024 года начал привлекаться к тренировкам с основным составом и участию в товарищеских матчах. 9 марта впервые попал в заявку на официальную игру команды на четвертьфинальный матч кубка Швеции против АИК», но на поле не появился. 6 апреля во встрече второго тура с «Норрчёпингом» дебютировал за клуб в чемпионате Швеции, появившись на поле на 85-й минуте матча вместо Никласа Ройкьера.

## Карьера в сборной
В феврале 2024 года был впервые вызван в состав юношеской сборной Швеции в Марбелье.

## Клубная статистика
| Выступление      | Выступление      | Выступление      | Лига | Лига | Кубки | Кубки | Конт. кубки | Конт. кубки | Итого | Итого |
| Клуб             | Лига             | Сезон            | Игры | Голы | Игры  | Голы  | Игры        | Голы        | Игры  | Голы  |
| ---------------- | ---------------- | ---------------- | ---- | ---- | ----- | ----- | ----------- | ----------- | ----- | ----- |
| Мьельбю          | Алльсвенскан     | 2024             | 1    | 0    | 0     | 0     | 0           | 0           | 1     | 0     |
| Мьельбю          | Итого            | Итого            | 1    | 0    | 0     | 0     | 0           | 0           | 1     | 0     |
| Всего за карьеру | Всего за карьеру | Всего за карьеру | 1    | 0    | 0     | 0     | 0           | 0           | 1     | 0     |